# 固原六盘山机场
固原六盤山機場是中華人民共和國寧夏回族自治區南部固原市的一座支線機場，位於距原州區8.5公里的中河鄉高坡村。2007年10月開工，總投資四億多元人民幣。2010年6月8日成功試飛，6月26日通航。

## 技術資料和規劃
機場設計機型為波音737和空中巴士A320系列以下飛機使用，飛行區等級為4C級，跑道長2800米。機場設計到2015年滿足年旅客吞吐量12萬人次，貨郵吞吐量530噸的需要。

## 航點
2025夏秋航季
| 航空公司       | 目的地           |
| -------------- | ---------------- |
| 河北航空（NS） | 银川、北京大兴   |
| 吉祥航空（HO） | 西安、上海浦东   |
| 厦门航空（MF） | 西安、福州       |
| 成都航空（EU） | 石家庄、成都双流 |

## 外部連結
- 固原六盘山機場(西部機場集團)